# Ludwig Bausch senior
Ludwig Christian August Bausch (* 15. Januar 1805 in Naumburg; † 26. Mai 1871 in Leipzig) war ein deutscher Geigenbauer und Bogenmacher. Er gründete regelrecht ein Dynastie von Bogenmachern. Er wird zuweilen der deutsche Tourte genannt. Er kombinierte die besten Elemente des deutschen und des französischen Geigenbaus und erlangte so große Bekanntheit.

## Leben und Werk
Ludwig Bausch lernte von 1818 bis 1822 Geigenbau bei J. B. Fritsche in Dresden. Bausch war stark beeinflusst von den Bogenmodellen François Tourtes (1747–1835). Dennoch waren Bauschs Arbeiten hoch individuell und persönlich.
Ludwig Bausch wirkte als Geigenbauer und Bogenmacher ab 1826 in Dresden, ab 1828 in Dessau, ab 1839 in Leipzig, seit 1862 in Wiesbaden als Herzoglich Nassauischer Instrumentenbauer und seit 1863 wieder in Leipzig. Ludwig Bausch hatte ein hohes Renommee als Fertiger von Violinbögen sowie als Reparator alter Violinen. Die letzten Jahre arbeitete er mit seinem Sohn (Karl Friedrich) Ludwig Bausch (1829–1871) zusammen, der sich nach langem Aufenthalt in New York zunächst als Selbständiger in Leipzig etablierte und am 7. April 1871 kurz vor seinem Vater starb. Der jüngere Sohn und Geschäftserbe Otto Julius Bausch (1841–1874) starb am 30. Dezember 1874, so dass das Geschäft auf A. Paulus in Markneukirchen überging. Dieses Geschäft wurde 1908 aufgelöst.